# Eschweilera mexicana
Eschweilera mexicana är en tvåhjärtbladig växtart som beskrevs av T.Wendt S.A.Mori och Ghillean `Iain' Tolmie Prance. Eschweilera mexicana ingår i släktet Eschweilera och familjen Lecythidaceae. IUCN kategoriserar arten globalt som sårbar. Inga underarter finns listade i Catalogue of Life.